# Уильям де Феррерс, 4-й граф Дерби
Уильям (II) де Феррерс (англ. William de Ferrers; ум. 22 сентября 1247) — 4-й граф Дерби (де-юре) с 1190 года, граф Дерби (де-факто) с 1199, сын Уильяма (I) де Феррерса, 3-го графа Дерби, и Сибиллы де Браоз.

## Биография
Уильям II был сыном Уильяма I де Феррерса, де-юре 3-го графа Дерби от брака с Сибиллой де Браоз, дочерью могущественного аристократа Уильяма де Браоза, 3-го барона Брамбера и шерифа Херефордшира. Точный год рождения Уильяма II неизвестен.
Дед Уильяма II, Роберт (II) де Феррерс, был сторонником короля Стефана Блуасского, за что при вступлении в 1154 году на престол Генрих II Плантагенет отказался признавать за ним титул графа Дерби. Уильям I де Феррерс безуспешно пытался вернуть себе титул графа Дерби, но в результате участия в восстании сыновей Генриха II лишился ряда замков. Позже он вернул расположение короля и верно служил его преемнику, Ричарду I Львиное Сердце, в составе армии которого в 1189 году отправился в Третьем крестовым походе, где и погиб под стенами Акры в 1190 году.
Смерть отца принесла Уильяму II его владения, в состав которых входила значительная часть Дербишира, включая область, известную как устье Даффилда.
После возвращения короля Ричарда I из крестового похода, Уильям вместе с Давидом Хантингдонским и Ранульфом де Блондевилем, графом Честером, на сестре которого он женился, играл ведущую роль в осаде Ноттингемского замка, проводимую принцем Джоном, братом короля (будущим королём, известным как Иоанн Безземельный).
После того как Иоанн Безземельный в 1199 году вступил на английский престол, Уильям пользовался его расположением. Король официально признал за Уильямом титул графа Дерби, а также подарил поместья в Эшбурне и Уиксуорте.
В 1213 году Уильям был свидетелем в папской Золотой булле, по которой король Иоанн свои королевства Англии и Ирландии вассальными от папы. В следующем, 1214 году Уильям от имени короля предоставил папе гарантии на выплату 1000 марок ежегодно. В том же самом году король предоставил Уильяму под управление королевский замок Хорстон (Хорсли). Граф Дерби также был покровителем как минимум 2 аббатств и 4 монастырей. В 1216 году Уильям был сделан помощником шерифа леса Пик и хранителем замка Пик.
Во время первой баронской войны граф Дерби поддерживал короля Иоанна, а затем Уильяма Маршала, действовавшего от имени Генриха III, малолетнего наследника Иоанна. С помощью графа Дерби, графа Честера и других баронов, сохранивших верность королю, Маршал смог победить мятежных баронов. По окончании войны Уильяму было разрешено сохранить до наступления 14-летия короля королевские замки Болсовер, Пик и Хорстон (Хорсли). Когда в 1222 году Генрих III достиг 14 лет, его опекуны постарались вернуть замки, что вызвало гнев графа Дерби.
В последние годы Уильям страдал от подагры. Он умер в 1247 году, ему наследовал старший сын, Уильям (III) де Феррерс.

## Семья

### Брак и дети
жена: с 1192 Агнеса (Алиса) Честерская (ум. 2 ноября 1247), дочь Гуго де Кевильока, 5-го графа Честера, и Бертрады де Монфор. Дети:
- Уильям (III) де Феррерс (ум. 28 марта 1254), 5-й граф Дерби с 1247
- Томас Феррерс из Чертли (ум. после 1266)
- Хью де Феррерс из Багбрука (ум. ок. 1257)
- Агнес де Феррерс; муж: Джон де Випон (ок. 1215 — 25 июля 1241), барон Уэстморленда и шериф Уэстморленда
- Берта де Феррерс[1]
- Роберт де Феррерс[1]